# Velataspis serrulata
Velataspis serrulata är en insektsart som beskrevs av Ganguli 1957. Velataspis serrulata ingår i släktet Velataspis och familjen pansarsköldlöss. Inga underarter finns listade i Catalogue of Life.